# Un negozio di sogni
Un negozio di sogni (Ein Geschäft mit Träumen) è un racconto fantastico della scrittrice austriaca Ingeborg Bachmann nel 1952.
Narra una vicenda in cui il protagonista compie una sorta di viaggio nel mondo fantastico di un negozio che offre in vendita dei pacchetti; questi contengono niente di meno che la realizzazione di alcuni sogni dell'acquirente.
Venne pubblicata come radiodramma e come racconto.

## Il radiodramma
Sul posto di lavoro, Lorenz è innamorato della collega Anna. I due vengono permanentemente messi sotto pressione. Il principale dell'ufficio rende loro la vita difficile e l'unica via di uscita pare un'occasione irripetibile cui va incontro Lorenz: il negozio di sogni. Tuttavia, Lorenz si lascia scappare l'occasione ed il suo sogno d'amore va in frantumi. La trama del radiodramma è simile, ma non identica a quella del racconto.

## Trama
Il narratore io protagonista, senza nome, è un impiegato modesto e pedante. Oppresso dai superiori e dall'insicurezza, resta in ufficio più a lungo dei colleghi. Qualche volta la sera, dopo aver terminato il servizio, viene colto dal dubbio di aver commesso errori e si sente costretto a tornare in ufficio a controllare il suo operato. Passa le vacanze sempre al medesimo luogo e non mette mai in discussione i ritmi e le abitudini sempre uguali cui è legato.
Accade una sera che il protagonista si imbatte sulla via di casa in un negozio semioscuro e dall'aria strana. Incuriosito, si mette a guardare la vetrina e a parlare con il proprietario, anche se in verità è fermamente intenzionato a non comprare niente. Infatti, porta sempre pochi soldi in tasca ed è assai parsimonioso.
Il dialogo tra i due continua in un vano interno del negozio: il proprietario spegne improvvisamente la luce e chiude la porta dietro di sé, sicché il protagonista viene preso dal panico. Nell'oscurità diventa visibile la merce venduta nel negozietto, dei pacchi che una volta aperti al buio rivelano una misteriosa luminosità e dei colori affascinanti. Ciascuna delle scatole contiene un sogno del narratore e in quello più interessante si trova Anna, che tende le braccia verso di lui. La donna, che si trova in pericolo, era stata realmente la sua partner prima del giorno in cui aveva deciso di lasciarlo. Affascinato, il narratore chiede il prezzo di questo pacchetto e con grande sorpresa viene a sapere che il prodotto misterioso non va pagato in denari, ma sborsando del tempo: costa infatti un mese.
Il protagonista non è disposto a rinunciare ad un mese del suo tempo per realizzare il suo sogno, dato che, tutto il suo tempo è già interamente riservato alle attività lavorative e alle brevi vacanze in montagna. Nei giorni successivi, recandosi in ufficio o ritornando a casa, il narratore evita di passare vicino al negozio perché il solo pensiero della vicenda lo turba. Ciononostante, il desiderio finora rimosso di avverare i propri sogni prende il sopravvento sui timori. L'io protagonista decide così di ritornare al negozio per mercanteggiare sul prezzo, ma ormai è troppo tardi: nel frattempo il negozio è sparito.
In seguito a questi avvenimenti, il narratore si ammala; costretto a letto, si ritrova ad avere inaspettatamente parecchio tempo a disposizione. L'epilogo della vicenda si rivela comunque solo al momento della guarigione; infatti il principale, stanco del protagonista e della lunga malattia, lo licenzia: ora il protagonista avrà più tempo che mai, senza però sapere cosa farsene.

## La figura del protagonista
Simile ad una parabola e ricco di elementi fittizi, il testo mette in evidenza il fatto che la realizzazione dei sogni richiede una certa dose di coraggio e la disponibilità ad investire molto tempo. Tali qualità spesso mancano all'essere umano, che si ritrova in questo modo a doverne pagare le conseguenze: i sogni nel cassetto si dissolvono, senza che le rassicuranti abitudini - alle quali i sogni erano stati sacrificati - possano offrire un vero e proprio rifugio.
Il protagonista, che agisce ai limiti dell'inettitudine, vuole sempre accontentare tutti senza ovviamente riuscirci. Trascura i propri bisogni e finisce, con il suo comportamento inconcludente, per compromettere i suoi rapporti sul posto di lavoro e con la partner. Non è cosciente del fatto che tali problemi sono causati dal suo atteggiamento rigido e rinunciatario.

## Edizioni
- Ingeborg Bachmann, Un negozio di sogni, in A. Gargano (a c. di) Il sorriso della Sfinge, Racconti, Cronopio 2011.